# Paragaleodes erlangeri
Espèce
Paragaleodes erlangeri est une espèce de solifuges de la famille des Galeodidae.

## Distribution
Cette espèce est endémique d'Éthiopie.

## Étymologie
Cette espèce est nommée en l'honneur de Carlo von Erlanger.

## Publication originale
- Kraepelin, 1903 : « Scorpione und Solifugen Nordost-Afrikas, gesammelt 1900 und 1901 von Carlo Freiherrn von Erlanger und Oscar Neumann. » Zoologische Jahrbücher, Abtheilung für Systematik, vol. 18, no 4/5, p. 557–578 (texte intégral).